# Kastl (Haute-Bavière)
Pour les articles homonymes, voir Kastl.
Kastl est une commune de Bavière (Allemagne), située dans l'arrondissement d'Altötting.